# Bitva o Velikije Luki
Bitva o Velikije Luki bylo vojenské střetnutí během Velké vlastenecké války, které probíhalo ve dnech 19. listopadu 1942 – 16. ledna 1943. Jednalo se o významné střetnutí sovětských a německých vojsk na východní frontě.
Velikije Luki je ruské starobylé město s pevností, které je důležitým dopravním uzlem, o který byl sveden boj již při sovětském protiútoku v bitvě pod Moskvou. V průběhu roku 1942 bylo město odstřelováno sovětským dělostřelectvem a rozhodující útok byl plánován na konec roku.
19. listopadu 1942 začala operace Uran a bezprostředně na ni navazující operace Prsten, tyto dvě operace znamenaly nejprve obklíčení a následně i zničení německých vojsk soustředěných u Stalingradu. Současně s nimi probíhaly jak útok na Velikije Luki tak i operace Mars u Rževa. Obě tyto operace vázaly větší německé zálohy na jiných úsecích fronty tak, že se nedaly použít k vyproštění obklíčených německých vojsk v kotli u Stalingradu.
Sovětská přesila zde byla obrovská, proti zhruba 20 tisícům Němců útočilo přibližně 100 tisíc vojáků Rudé armády. Němcům se během listopadu dařilo město poměrně úspěšně bránit, ovšem Sověti nasadili v druhé polovině prosince do bojů velké množství tanků, odřízli město a pronikli dovnitř. Počátkem ledna 1943 byla již ve městě pouze dvě ohniska odporu, která byla do poloviny ledna zlikvidována.